# Koppachstein

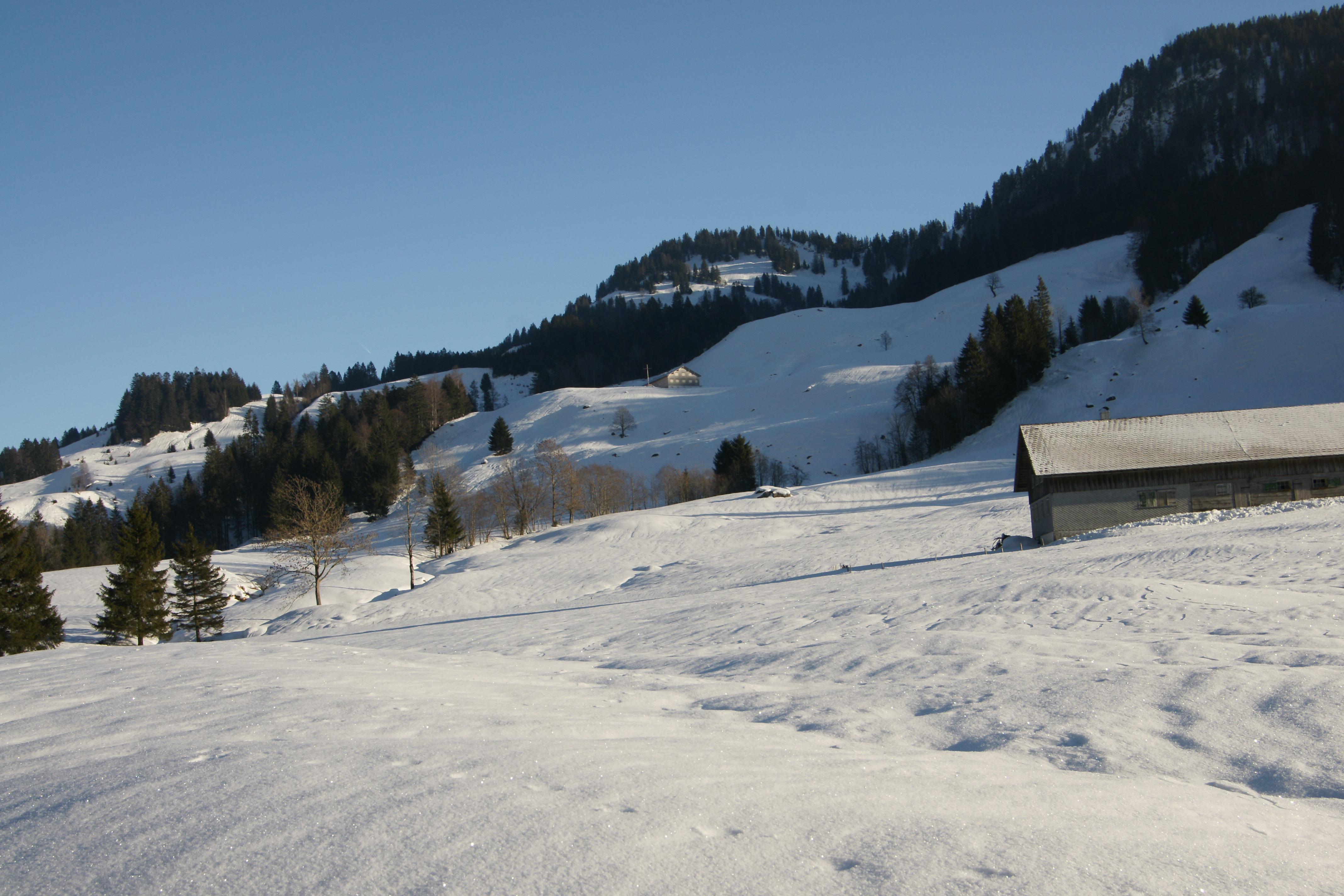
Koppachalpen und Koppachstein vom Lecknertal aus

Der Koppachstein, auch Westlicher Koppachstein genannt, ist ein 1537 m hoher Berg in Hittisau im österreichischen Bundesland Vorarlberg, nahe der deutschen Grenze.

## Beschreibung
Der Koppachstein ist ein Berg mit Doppelgipfel, der Hauptgipfel ist der Westliche Koppachstein, der Nebengipfel ist der 1533 m hohe Östliche Koppachstein. Zwischen beiden liegt ein 1453 m hoher Sattel. Östlich des Nebengipfels liegt ein flacher Sattel mit einer Höhe von 1450 m. Laut Vorarlberg Atlas/Flurnamen heißt er Auf der Mark, in den Karten ist er nicht beschriftet. Über diesen Sattel verläuft ein Wanderweg vom Balderschwangertal ins Lecknertal. Dieser Sattel ist auch die Scharte zum Koppachstein.
Direkt beim Hauptgipfel sind nordöstlich und südöstlich steile Nagelfluh-Felswände. Der Gipfelpunkt besteht aus einer Felsnadel aus Nagelfluh. Der Hauptgrat der Bergkette verläuft hier nach Westsüdwest. Die Nordwestseite ist flacher und teilweise bewaldet, nach Nordwesten zieht auch eine größere Blaugrashalde.
Geologisch sind die Felsen Härtlingsrippen aus Molasse, die durch Verwitterung freigelegt wurden.

## Lage

### Gebirge
Geographisch liegt der Koppachstein im Sipplingerkopf-Schichtkamm, einer Bergkette in den Allgäuer Voralpen westlich der Iller. Die Bergkette ist die südlichste der drei Allgäuer Nagelfluh Schichtkämmen, die mittlere ist die bekannte Hochgratkette. Dort liegt auch der nächsthöhere Berg des Koppachsteins, der Falken. Der Koppachstein ist der westlichste Berg des Siplingerkopf-Schichtkamms und der einzige auf österreichischem Boden. Auf deutscher Seite liegen von West nach Ost der Samstenberg, der Stillberg, der Girenkopf, der Heidenkopf und der Siplingerkopf.

### Region, Täler, Gewässer
Der Berg liegt im Vorderen Bregenzerwald, aber auch sehr nahe am deutschen Allgäu. Nördlich liegt das Lecknertal mit der Leckner Ach und dem Leckner See, südlich das Balderschwangertal mit der Bolgenach.

### Politische Lage
Politisch liegt der Berg in Hittisau, Bezirk Bregenz, Vorarlberg, Österreich. Direkt südlich des Berges liegt die Hittisauer Parzelle Sippersegg. Das Zentrum von Hittisau liegt mehr als 6 km westlich. Das Zentrum der deutschen Gemeinde Balderschwang liegt 5 km östlich.

## Alpwirtschaft
An den Hängen des Koppachsteins liegen zahlreiche Alpen, unter anderem die Koppachalpen, die Äuelealpe, die Hochleckachalpe, die Hobelalpe, die Gschendwiesalpe, die Schrofenalpe, die Ochsenlageralpe und die Kälberweidealpen. 
| Kälberweidealpen            | Koppachalpen     | Neuschwandalpe Äuelealpe |
| Ochsenlageralpe             |                  | Hochleckachalpe          |
| Schrofenalpe Dürlisbergalpe | Gschwendwiesalpe | Hobelalpen               |

## Naturschutz
Die gesamte Region gehört zum grenzüberschreitenden Naturpark Nagelfluhkette. Die Gipfelregionen sind ausgewiesene Biotope. Südwestlich des Koppachsteins liegt die Wildruhezone Völken-Sippersegg mit Wegegeboten und Betretungsverboten zwischen 15. Dezember und 15. April.

## Freizeit
Auf den Gipfel führt kein offizieller Wanderweg, er ist aber trotzdem begehbar. Von Hittisau aus sind es knapp 11 km hin und retour, 672 Höhenmeter jeweils hinauf und ebenso viele hinunter, die Dauer der Tour beträgt etwa dreieinhalb Stunden reine Gehzeit.
Im Winter sind Schitouren vom Lecknertal aus möglich.
Von Sippersegg im Balderschwangertal führt ein Wanderweg über den Sattel Auf der Mark ins Lecknertal.